# Стјуарт (Флорида)
Стјуарт (енгл. Stuart) град је у америчкој савезној држави Флорида. По попису становништва из 2010. у њему је живело 15.593 становника.

## Демографија
Према попису становништва из 2010. у граду је живело 15.593 становника, што је 960 (6,6%) становника више него 2000. године.
| Група             | 2000.          | 2010.          |
| Белци             | 11.659 (79,7%) | 11.392 (73,1%) |
| Афроамериканци    | 1.804 (12,3%)  | 1.872 (12,0%)  |
| Азијати           | 96 (0,7%)      | 171 (1,1%)     |
| Хиспаноамериканци | 920 (6,3%)     | 1.923 (12,3%)  |
| Укупно            | 14.633         | 15.593         |